# Escolástica de Núrsia
Santa Escolástica (c. 480 - 10 de fevereiro de 547) é uma santa católica, nascida no Reino Ostrogótico e irmã gêmea de São Bento de Núrsia, pai do monaquismo. Escolástica buscava a santidade desde muito jovem e conta-se que iniciou sua vida consagrada a Deus antes de seu irmão.
A história mais contada sobre ela é que Escolástica e Bento, por mortificação, se encontravam apenas uma vez por ano para diálogos santos. Num desses dias, pouco antes de sua morte, a santa pediu ao irmão que desta vez ficasse até o amanhecer, mas ele se recusou, insistindo que precisava voltar a sua cela. Com a resposta negativa, Escolástica orou a Deus e, após alguns minutos, uma tempestade começou. Vendo a situação, Bento perguntou: "o que você fez?", ao que ela respondeu: "pedi a ti e não me ouvistes; pedi a Deus e Ele me ouviu. Vá embora, se puder, e volte ao seu mosteiro". Ele, porém, não pôde retornar e eles passaram a noite conversando. Três dias depois, de sua cela, Bento viu a alma de sua irmã deixar a terra e subir aos Céus. São Bento faleceu quarenta dias após a irmã.

## Galeria

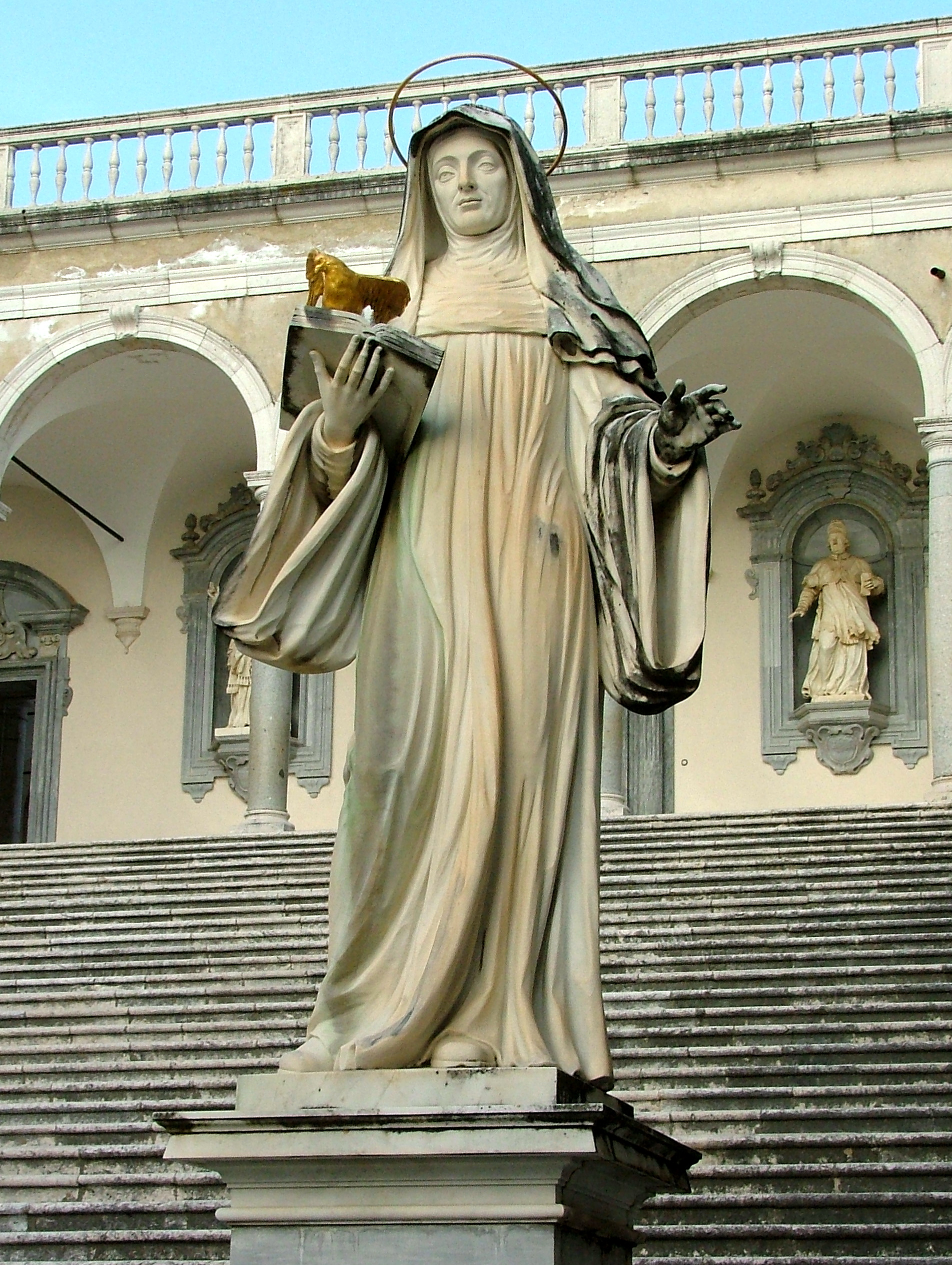
Estátua de Santa Escolástica no Monastério de Monte Cassino
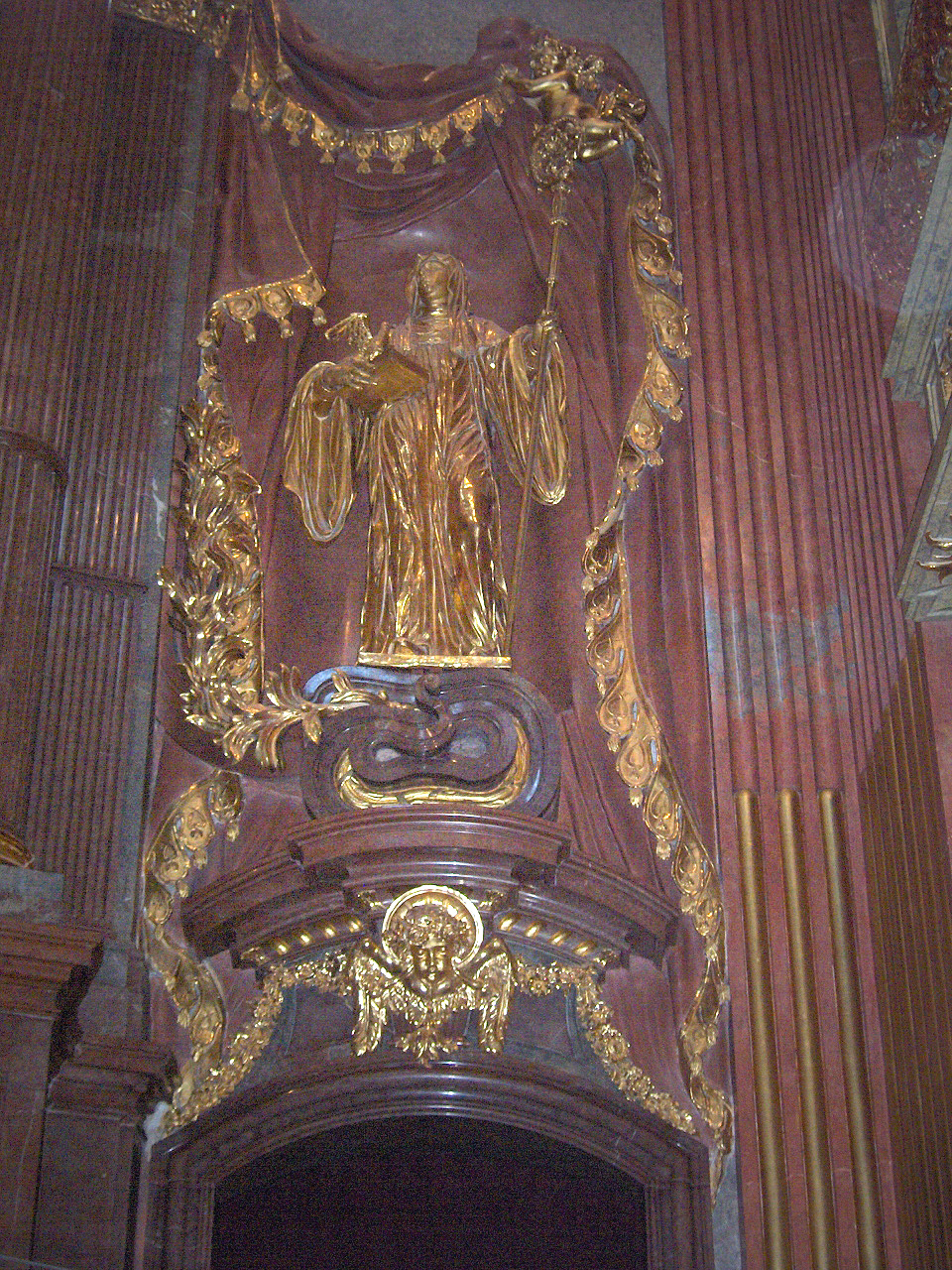
Estátua de Santa Escolástica no altar beneditino na Abadia de Melk, Áustria
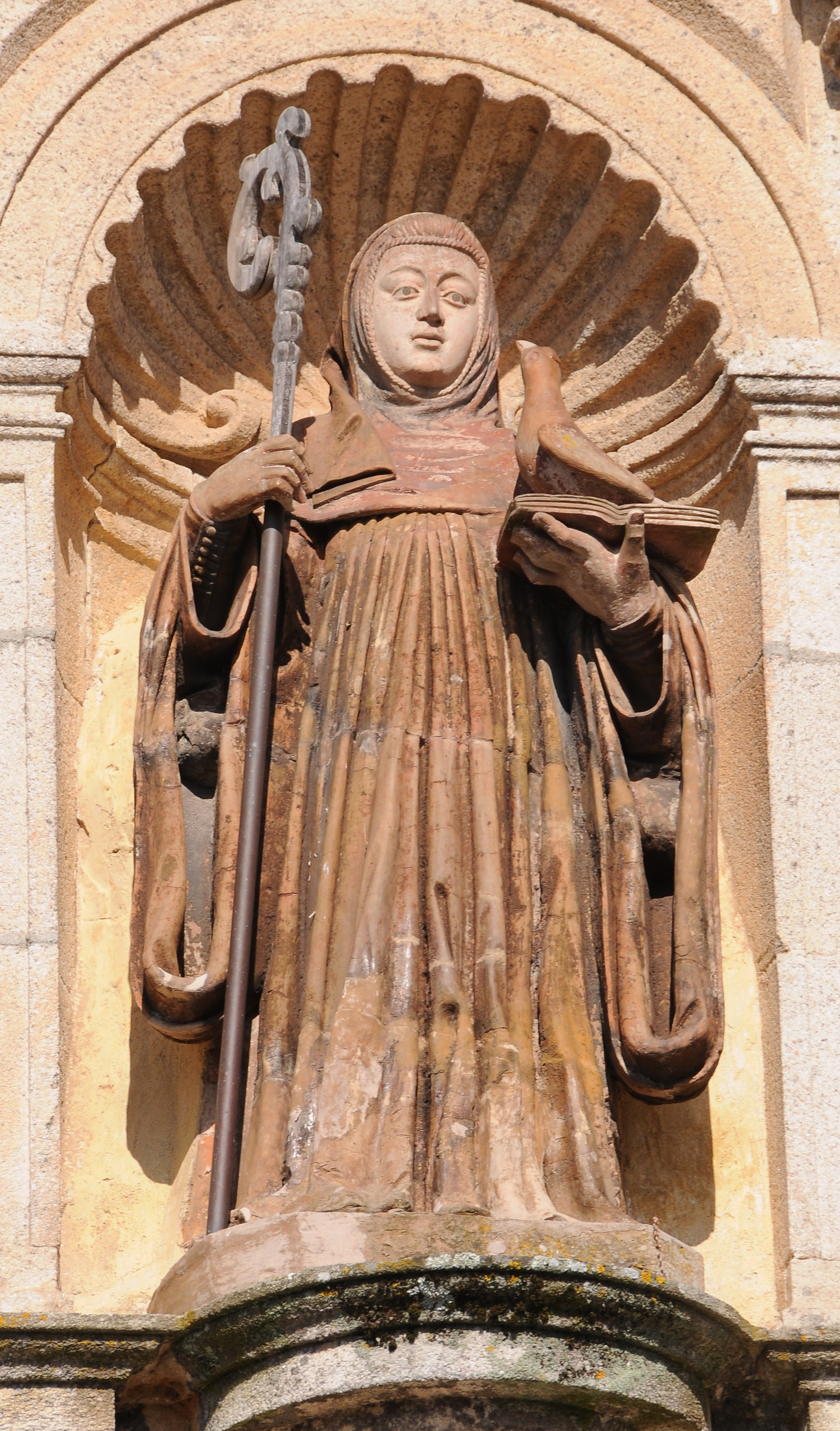
Estátua de Santa Escolástica no Mosteiro de Tibães, Braga

## Fundadora da Ordem das Beneditinas
Depois, ao falecer seus pais, ela deu tudo aos pobres. Junto com uma criada, que era amiga de confiança e seguidora também de Cristo, foi ter com São Bento, que saiu da clausura para acolhê-la. Dialogaram com alguns monges e ela expressou o desejo de seguir a Cristo através das regras beneditinas.

São Bento discerniu pela vocação ao ponto de passar a regra para sua irmã e ela tornou-se a fundadora do ramo feminino: as beneditinas. Não demorou muito, muitas jovens começaram a seguir a Cristo nos passos de São Bento e de Santa Escolástica.